# Arveprins Gustav Adolf af Sverige
Hans Kongelige Højhed Prins Gustav Adolf af Sverige, hertug af Västerbotten, også kendt som arveprins Gustav Adolf (Gustaf Adolf Oscar Fredrik Arthur Edmund; 22. april 1906 – 26. januar 1947) var en svensk prins, der i det meste af sit liv var nummer 2 i den svenske tronfølge. 
Gustav Adolf var den ældste søn af den senere kong Gustav VI Adolf og kronprinsesse Margaretha af Sverige. Arveprins Gustaf Adolf omkom i et flystyrt i Kastrup Lufthavn i 1947. Han var bror til Dronning Ingrid af Danmark og er far til Sveriges nuværende konge, Carl 16. Gustaf.

## Tidlige liv
Prins Gustav Adolf blev født den 22. april 1906 kl. 23.10 på Stockholms Slot i sin oldefar kong Oscar 2.'s regeringstid. Han var det ældste barn af hertugen og hertuginden af Skåne, den daværende Arveprins Gustaf Adolf af Sverige og hans første hustru Prinsesse Margaret af Storbritannien. Hans far var den ældste søn af den daværende Kronprins Gustav af Sverige i hans ægteskab med Prinsesse Victoria af Baden, mens hans mor var datter af Dronning Victoria af Storbritanniens tredje søn Prins Arthur, Hertug af Connaught i hans ægteskab med Prinsesse Louise Margarete af Preussen. Han blev døbt med navnene Gustaf Adolf Oscar Fredrik Arthur Edmund. I offentligheden blev han omtalt med navnene Gustaf Adolf, mens han i familien var kendt under sit sidste fornavn, Edmund. Han fik tildelt titlen hertug af Västerbotten.
I 1907 blev hans far kronprins, da oldefaderen kong Oscar 2. døde, og Gustaf Adolf fik som kronprinsens ældste søn titel af arveprins. Han fik senere fire yngre søskende: Prins Sigvard, Prinsesse Ingrid (senere dronning af Danmark), Prins Bertil og Prins Carl Johan.
Arveprins Gustaf Adolf voksede op med sine søskende i familiens lejlighed i nordvestfløjen på Stockholms Slot, som forældrene havde ladet renovere og modernisere, på Tullgarn Slot uden for hovedstaden og i sommerresidensen Sofiero Slot ved kysten af Øresund uden for Helsingborg i Skåne. Eftersom moderen var britisk prinsesse opholdt Arveprins Gustaf Adolf og hans søskende sig endvidere ofte i Storbritannien, hvor de besøgte deres morforældre, Prins Arthur og Prinsesse Louise Margarete, på deres ejendom Bagshot Park i Surrey og Berkshire i det sydvestlige England.

## Ægteskab og børn
Arveprins Gustav Adolf giftede sig den 19. oktober (borgerligt) og den 20. oktober (kirkeligt) 1932 i Moritzkirken i Coburg med prinsesse Sibylla af Sachsen-Coburg-Gotha, datter af hertug Carl Eduard af Sachsen-Coburg-Gotha og Victoria Adelheid af Glücksborg.
De fik fem børn:
- Prinsesse Margaretha (f. 1934)
- Prinsesse Birgitta (f. 1937)
- Prinsesse Désirée (f. 1938)
- Prinsesse Christina (f. 1943)
- Kong Karl XVI Gustav (f. 1946)

## Død
Gustav Adolf omkom i et flystyrt om eftermiddagen den 26. januar 1947 ved Kastrup lufthavn. Prinsen var på vej hjem fra Amsterdam til Stockholm med en DC-3 tilhørende det hollandske selskab KLM. Kaptajn på flyet var Gerrit Johannis Geysendorffer. På grund af hård vind blev en ydre højderorslås aktiveret, trods det korte ophold. For at vinde tid blev starten forceret uden at man som foreskrevet gennemgik en checkliste. Heller ingen motortest blev udført. Disse to fejl gjorde at piloterne ikke fik låsen fjernet fra højderoret. Resultatet blev at DC-3'eren foretog en voldsom 'kavalerstart' og overgassede, for derefter at styrte mod jorden fra 75-80 meters højde. Der udbrød brand umiddelbart, og alle 22 om bord omkom. Blandt de omkomne var endvidere den amerikanske skuespiller Grace Moore, den danske sanger Gerda Neumann og direktør Jens Dennow.